# Jung-gu, Daegu
Jung-gu (koreanska: 중구) är ett stadsdistrikt i staden Daegu i Sydkorea. Den ligger i den centrala delen av landet, 240 km sydost om huvudstaden Seoul.  Antalet invånare är 77 262 (2020).

## Administrativ indelning
Jung-gu består av 12 stadsdelar (dong):
Daebong 1-dong,
Daebong 2-dong,
Daesin-dong,
Dongin-dong,
Namsan 1-dong,
Namsan 2-dong,
Namsan 3-dong,
Namsan 4-dong,
Samdeok-dong,
Seongnae 1-dong,
Seongnae 2-dong och
Seongnae 3-dong.